# Savage Arms
La Savage Arms è una azienda statunitense produttrice di armi da fuoco.
Fondata da Arthur William Savage, ha sede nello Stato del Massachusetts, con una filiale presente in Canada, nella cittadina di Lakefield, nell'Ontario.
La ditta produce fucili e fucili a pompa, tra i prodotti più famosi realizzati ci sono stati il Modello 99, un fucile a leva non più in produzione, e la cartuccia .300 Savage, che costituì il modello a partire dal quale venne sviluppata e brevettata la .308 Winchester.